# Krause Bohrmuschel
Die Krause Bohrmuschel oder Raue Bohrmuschel (lat. Zirfaea crispata) ist eine in Weichsedimenten oder weicheren Gesteinen und Holz bohrende Muschelart aus der Ordnung der Myida.

## Merkmale
Das gleichklappige, aufgeblähte Gehäuse wird bis etwa 9 cm lang. Bei einer Höhe von 4,7 cm ergibt sich damit ein Längen-Breiten-Verhältnis von 1,9. Im Umriss ist es annähernd rechteckig mit gerundeten Ecken. Der vordere Gehäuserand ist spitzwinklig zugespitzt, der hintere Gehäuserand ist abgerundet und etwas abgestutzt. Die beiden Klappen klaffen hinten und besonders am vorderen Ende. Das Gehäuse ist ungleichseitig, die Wirbel liegen vor der Mitte. Die Klappen sind vor dem Wirbel nach oben und außen umgeschlagen und überragen den Wirbel. Zwischen beiden Klappen hat sich ein zusätzliches dreieckiges Schalenstück entwickelt.
Vom Wirbel aus verläuft eine Vertiefung (Sulcus) vom Wirbel schräg nach hinten, etwa zur Mitte des Ventralrandes. Der hintere Teil des Gehäuses trägt nur konzentrische, unterschiedlich kräftig ausgebildete Anwachsstreifen, der vordere Teil ist mit konzentrischen Anwachsstreifen und radialen Rippen kräftig ornamentiert. Die Kreuzungsstellen von Rippen und Anwachsstreifen sind zu kleinen Dornen ausgezogen, die klaffende Fußöffnung bekommt dadurch einen gezähnelten Rand. Das Schloss ist ohne Zähne. Auf beiden Klappen ist ein langer Fortsatz entwickelt, an denen der Fußmuskel ansetzt. Der vordere "Schließmuskel" sitzt außen auf dem Umschlag der Klappen. Durch die Anheftung des "Schließmuskels" außen auf dem Umschlag der Klappe öffnet der Muskel den vorderen Teil des Gehäuses, wenn er sich zusammenzieht. Der hintere Schließmuskel zieht die beiden Klappen tatsächlich noch zusammen, wenn er sich kontrahiert. Die Siphonen erreichen etwa doppelte Gehäuselänge und können nicht mehr vollständig in das Gehäuse zurückgezogen werden. Der Mantel ist breit und tief eingebuchtet; die Bucht erstreckt sich bis etwa zur Hälfte der Gesamtlänge. Die Schale ist fest und weißlich. Der innere Rand glatt. Das Periostrakum ist hellbraun.
Rechte und linke Klappe des gleichen Tieres:

Rechte Klappe
Linke Klappe

## Geographische Verbreitung, Lebensraum und Lebensweise
Die Krause Bohrmuschel kommt auf beiden Seiten des Nordatlantiks sowie im Nordpazifik (Sachalin) vor. In Europa reicht das Verbreitungsgebiet von der Biskaya bis nach Norwegen und Island. Im östlichen Nordamerika von Delaware bis Labrador. Sie ist auch in der Nordsee und der westlichen Ostsee beheimatet.
Die Art kommt vom Gezeitenbereich bis in etwa 16 m Tiefe vor. Das hintere Ende ist der Öffnung des Bohrlochs zugewandt; die Siphonen erstrecken sich bis zur Öffnung und strudeln sauerstoff- und nahrungspartikelreiches Wasser ein. Sie bohrt mechanisch in Torf, verfestigten Ton, weichem Kalkstein oder seltener auch in Holz. Der kräftig ornamentierte vordere Teil des Gehäuses wird gegen die hintere Wand des Bohrlochs gepresst, der Fuß bewegt das Gehäuse geringfügig um seine Längsachse. Dabei wird etwas Material von der Innenwand des Bohrlochs abgeschabt. Die Bohrlöcher werden etwa 15 cm ins Substrat vorgetrieben, seltener auch bis 30 cm. Die Krause Bohrmuschel lebt einzeln, nicht wie die Amerikanische Bohrmuschel (Petricola pholadiformis) in Kolonien.

## Taxonomie
Das Taxon wurde von Carl von Linné 1758. Es ist die Typusart der Gattung Zirfaea Gray, 1842. Synonyme sind: Pholas bifrons da Costa, 1778, Zirfaea crispata var. truncata Kaas, 1939 und Zirfaea crispata var. typica Locard.

## Belege

### Online
- Marine Bivalve Shells of the British Isles: Zirfaea crispata (Linnaeus, 1758) (Website des National Museum Wales, Department of Natural Sciences, Cardiff)